# Regard
Pour les articles homonymes, voir Regard (homonymie).

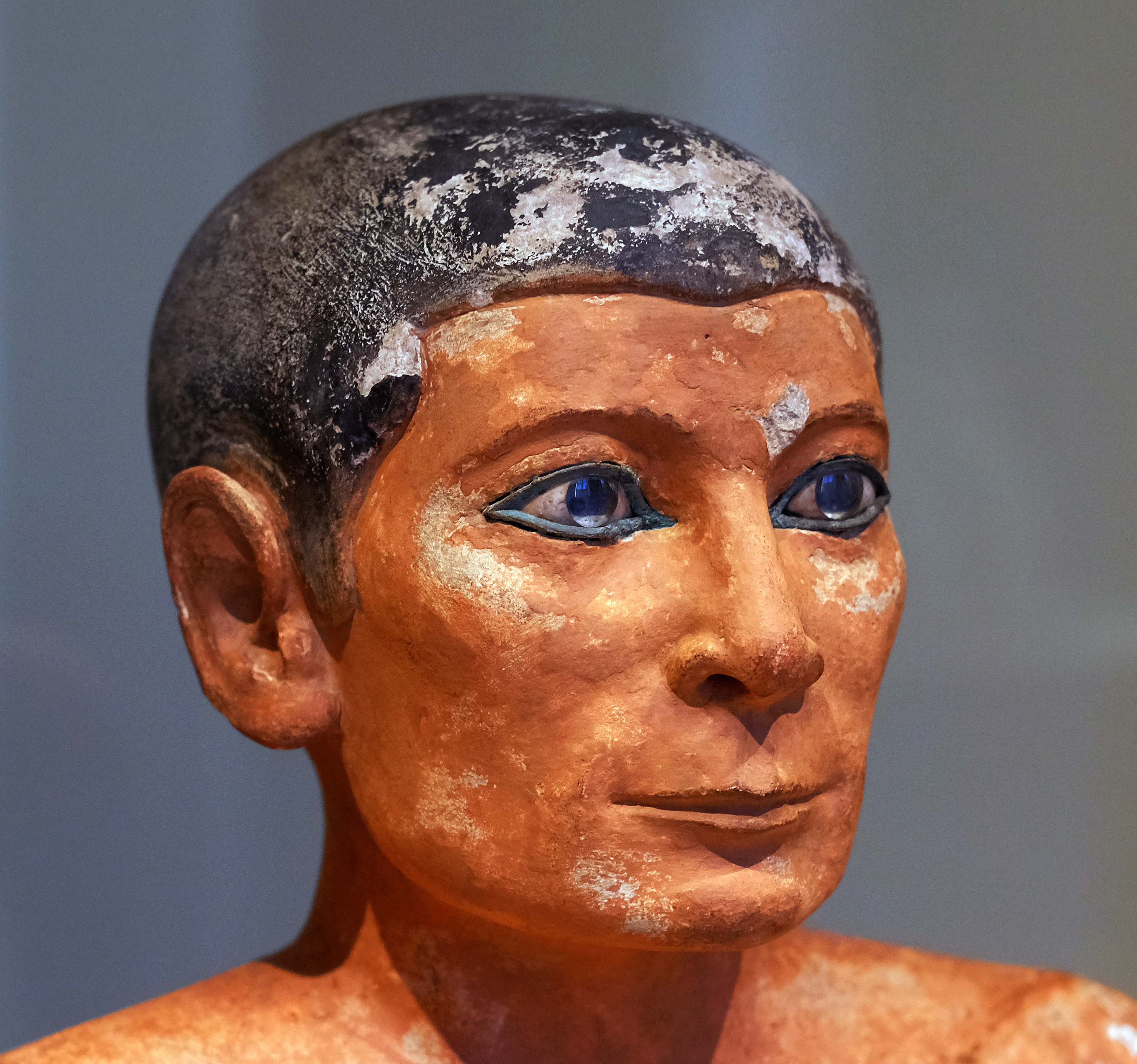
Scribe accroupi. Égypte, 2600–2350 av. J.-C. (musée du Louvre).

Le mot « regard » exprime l'action de la vue se fixant sur un objet et plus spécialement la manière de regarder quelqu'un ou quelque chose.

## Définition
D'après le Dictionnaire historique de la langue française, « Regard » (Regart vers 980) est un déverbal, le verbe « regarder » étant dérivé (1080) de garder avec la valeur d' « avoir l'œil sur, regarder », et le préfixe re- indiquant un mouvement en retour, en arrière. Le déverbal « regard » exprime    « l'action de la vue fixée sur un objet » et, plus spécialement, « la manière de regarder » (exemple : on parle du « mauvais œil » pour mauvais regard).
Dans le Dictionnaire international de la psychanalyse, Jean-Michel Hirt donne cette définition : « on appelle “regard” l'action de diriger intentionnellement la vue sur quelque chose, action impliquant l'attente d'une image et le découpage du champ visuel ».

## Anthropologie

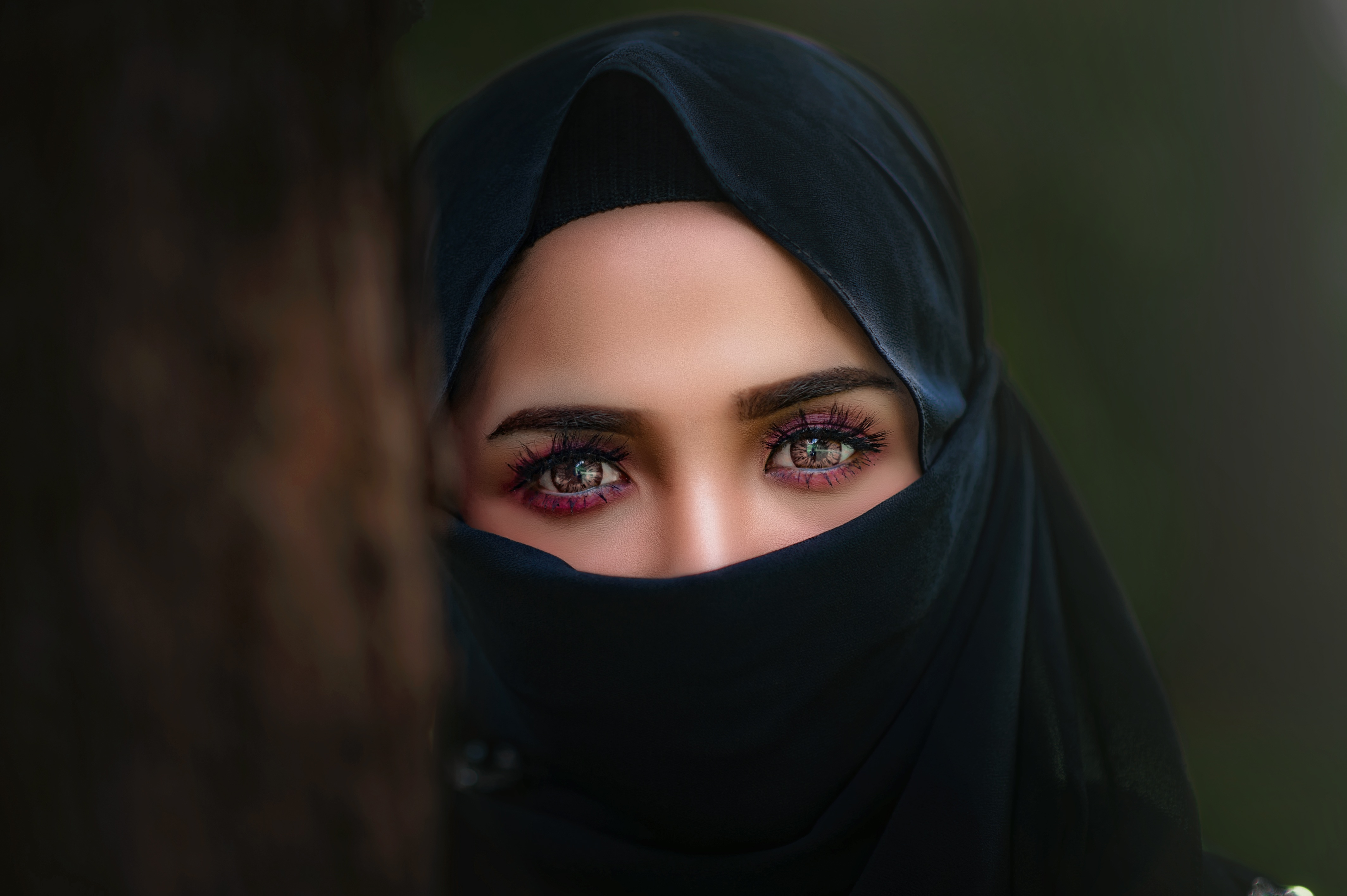
Portrait en hijab.

À la question que lui pose Claudine Haroche, de savoir s'il y des « codes, des usages, des coutumes, des cultures qui, à l'instar des gestes, des postures, des contenances, gouvernent le regard », l'anthropologue Françoise Héritier répond qu'« on en trouve partout » : il y a tout un code de séduction. Ainsi, entre les sexes, elle relève l'« œillade assassine », « y compris dans les sociétés où les femmes sont voilées ».
On assiste à une maîtrise du regard, apprise, ainsi que nombre d'expressions en français en témoignent : « regard en coin », « regard en coulisse », « regarder par en dessous », « regarder effrontément », « regarder dans les yeux », le regard qu'on esquive, celui qu'on cherche.
L'éducation importe beaucoup, relativement aux sociétés concernées :  « l'enfant d'esclave, dans les sociétés qui connaissent l'esclavage, ne regarde pas, n'a pas le droit de regarder de la même manière que le fils de chef » et « l'erreur est punissable ».

### Masculin / féminin
Lié à la notion de personne, le regard est relatif au masculin et au féminin, précise Françoise Héritier. Une personne étant quelqu'un qui gère son propre corps, « les femmes ne sont pas des personnes au même titre que les hommes quand elles n'ont pas la maîtrise de leur corps » : tandis que le regard de l'homme peut se poser sur tout, y compris sur les femmes, « les femmes sont celles dont le regard ne peut se poser que sur fort peu de choses, et en tout cas jamais librement sur les hommes ».

## Culture

### Culture d'images
Dans le domaine de l'histoire de l'art, Giovanna Zapperi écrit : « S’interroger sur le regard signifie s’intéresser à la manière dont les images contribuent à produire la réalité dans laquelle nous vivons ». L'auteure remarque notamment qu'une perspective féministe a permis de « penser le regard dans le cadre des dispositifs de savoir et de pouvoir qui façonnent l’histoire de la modernité occidentale ». Elle considère même que « la constitution d’un régime scientifique de la vision est en partie liée à l’entreprise de la colonisation » et se demande si « Regarder » n'est pas une entreprise de domination. Il y aurait un « un regard “mâle” (male gaze) » et des « politiques féministes du regard ».

### Histoire, peinture, sexualité
En présentant Le sexe et l'effroi à la quatrième de couverture de son livre, l'écrivain Pascal Quignard rapporte qu'au moment de l'histoire, où Auguste réorganise le monde romain sous la forme de l'empire, « l'érotisme joyeux, anthropomorphe et précis des Grecs » se transforme en « mélancolie effrayée. Des visages de femmes remplis de peur, le regard latéral, fixent un angle mort. Le mot phallus n'existe pas. Les Romains appelaient fascinus ce que les Grecs appelaient phallos ». « Dans le monde humain, comme dans le règne animal, fasciner contraint celui qui voit à ne plus détacher son regard. Il est immobilisé sur place, sans volonté, dans l'effroi ». En s'interrogeant sur les années qu'il lui a fallu pour écrire ce livre, Pascal Quignard observe qu'il se serait agi pour lui d'« affronter ce mystère : c'est le plaisir qui est puritain. La jouissance arrache la vision de ce que le désir n'avait fait que commencer de dévoiler ».

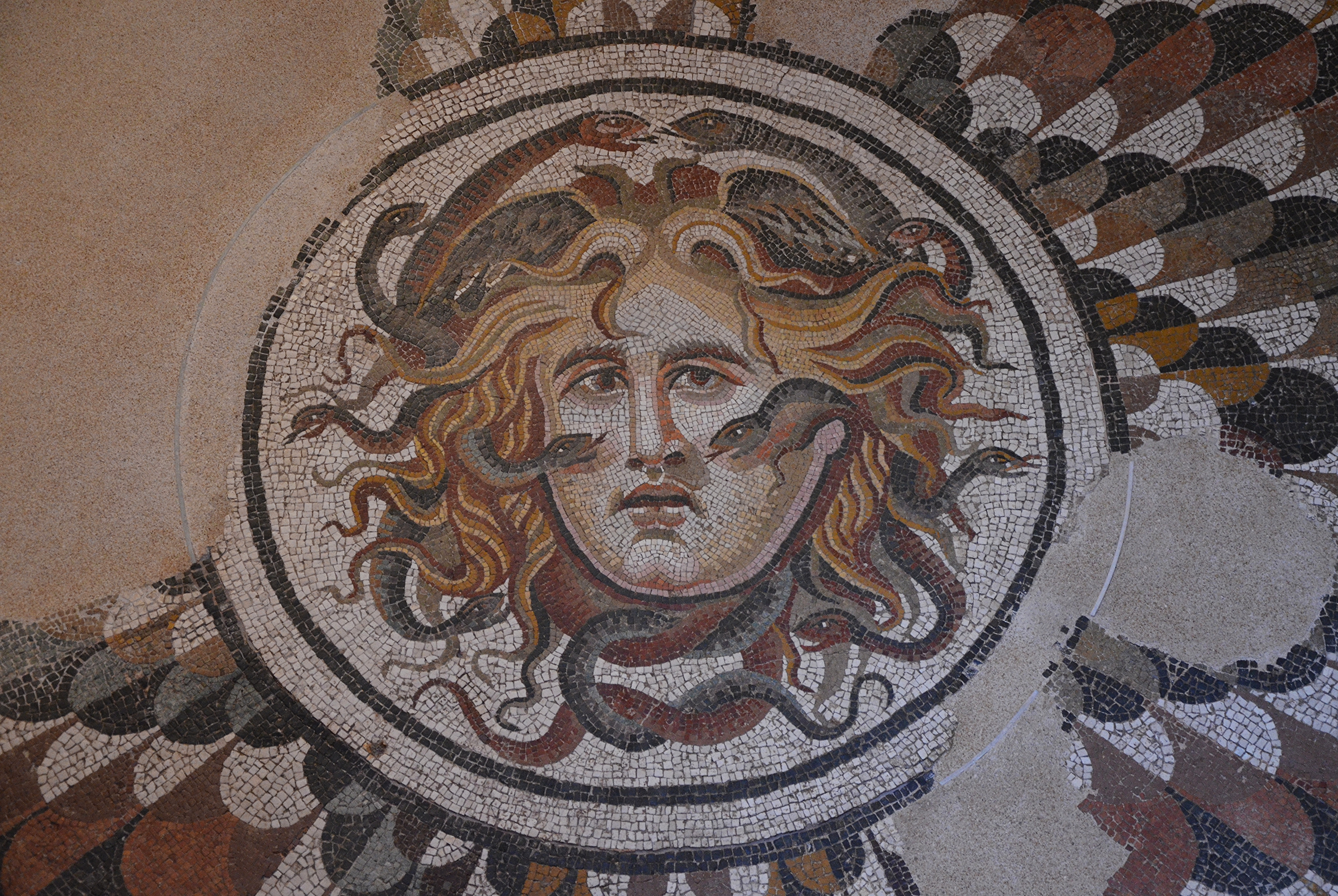
Panneau central d’un sol en mosaïque avec la tête de Méduse, après JC, Musée national de Rome, Thermes de Dioclétien, Rome

## Psychanalyse
Tandis qu'en psychanalyse, Sigmund Freud, qui n'ignore pas l'importance de la « pulsion de regarder » (Schautrieb), impose « son “cérémonial” le soustrayant au regard » dans le cadre de la cure où il privilégie le transfert, Jean-Pierre Kameniak rapporte qu'il écrit par ailleurs à Arnold Zweig en 1930 : 

« Par la brèche de la rétine, on pourrait voir profondément dans l’inconscient. »

— Freud à A. Zweig, le 10 septembre 1930
Dans le glossaire de Traduire Freud pour les Œuvres complètes de Freud / Psychanalyse, il est indiqué que « regarder » traduit en français le verbe simple allemand schauen et le verbe composé anschauen. Schaulust est traduit par « désir de regarder » et Schautrieb par  « pulsion de regarder ». À l'entrée « désir » de « Terminologie raisonnée », Jean Laplanche précise que Lust signifie plaisir et « désir ». Le sens de « désir » est surtout développé par la doctrine lacanienne, et à sa suite par la psychanalyse française, mais selon Laplanche, « les choses sont en réalité plus complexes » dans la terminologie freudienne. Lust est un « désir qui inclut le plaisir visé, et porte plutôt sur une action (un “but”, au sens freudien) que sur un objet. Dénué de concupiscence, à l'inverse de Begierde, il pourrait être rendu par “envie de” ».

### La Tête de Méduse
Bien que le terme en soit absent du texte de Freud La Tête de Méduse (1922), la fonction du regard joue un rôle central dans la « fascination », phénomène comparable à ce que provoque, dans le mythe, le regard de Gorgo : selon Catherine Desprats-Péquignot, il en va là d'une « fascination hypnotique mortelle attribuée à la puissance du regard porteur et vecteur de la “toute-puissance des pensées”, tel le “mauvais œil” ». Avec Sándor Ferenczi (Symbolisme de la tête de Méduse, 1923), Freud interprète la tête de Méduse « comme une représentation des organes génitaux féminins et plus précisément de la mère » : la vue du sexe féminin appelle « la représentation de la castration ».

### Pulsion scopique
Pour Freud, le regard est un élément de la pulsion scopique, ce qui, selon Jean-Michel Hirt, ouvre la voie en métapsychologie à l'étude du couple voyeur-exhibitionniste.
Alain de Mijolla souligne l'erreur de la Standard Edition du terme scoptophilia qui devrait être scopophilia pour traduire ce qui chez Freud s'appelle la Schaulust, le « plaisir de regarder ».
À la suite de ses travaux sur le schéma optique du bouquet renversé, Jacques Lacan « fait du regard l'objet de la pulsion scopique ». Pour lui, ce que cherche le regard, c'est le phallus, là où « ce qui est trouvé, c'est le sexe castré » : « la pétrification ou l'érection du regard » est une réponse à l'effroi de la castration. En se focalisant sur le sexe, le regard joue un rôle important dans les perversions.

## Physiologie du regard et communication
Sur le plan philosophique, anthropologique et psychologique, le physiologiste Alain Berthoz donne un aperçu de  « l’extraordinaire complexité d’un regard » dont il dégage certaines propriétés perceptives. Il se penche sur la question de la pertinence d’une neuroéthologie du regard échangé à partir duquel il y aurait à envisager « des hypothèses de déficits fonctionnels de la communication dans l’autisme ».